# A leghosszabb alagutak listája
Ez a lista a világ leghosszabb (13 km-nél hosszabb) tervezés alatt álló, épülő vagy már megépült közúti és vasúti alagútjait sorolja fel.

## Használatban lévő alagutak
| Név                                | Hely                                       | Hossz                                                                      | Típus                  | Év   | Megjegyzés                                                                                            |
| ---------------------------------- | ------------------------------------------ | -------------------------------------------------------------------------- | ---------------------- | ---- | --- |
| Lesothói Magasföldi Vízlétesítmény | Lesotho, Dél-afrikai Köztársaság           | 82 600 m                                                                   | vízszállítás           | 1996 | a leghosszabb alagútrendszer 45 000 + 15 100 + 22 500 = 82 600 méter                                  |
| Gotthárd-bázisalagút               | Alpok, Svájc                               | 57 107 m                                                                   | vasút                  | 2016 | leghosszabb alagút, két párhuzamos alagút vasúttal, a leghosszabb normál nyomtávú alagút              |
| Szeikan-alagút                     | Cugaru-szoros, Japán                       | 53 850 m                                                                   | vasút                  | 1988 | leghosszabb alagút, 1067 mm nyomközű vasúttal, a leghosszabb keskeny nyomtávú alagút                  |
| Csatorna-alagút                    | La Manche, Anglia – Franciaország          | 49 940 m                                                                   | vasút                  | 1994 | leghosszabb tenger alatti szakasz, leghosszabb nemzetközi alagút                                      |
| Lötschberg-bázisalagút             | Svájc                                      | 34 577 m                                                                   | vasút                  | 2007 | leghosszabb szárazföldi alagút, 22 km egyvágányú                                                      |
| Ivate–Icsinohe-alagút              | Japán                                      | 25 810 m                                                                   | vasút                  | 2002 | |
| Laerdal-alagút                     | Laerdal – Aurland, Norvégia                | 24 510 m                                                                   | közút                  | 2000 | leghosszabb közúti alagút                                                                             |
| Ryfast-alagútrendszer              | Rogaland megye, Norvégia                   | Eiganes-alagút: 3750 m + Hundvåg-alagút: 5500 m + Ryfylke-alagút: 14 300 m | közút                  | 2020 | 2020. április 22-én adták át, ekkor a Ryfylke-alagút a világ leghosszabb, víz alatti, közúti alagútja |
| Daisimizu-alagút                   | Mikuni-hegység, Japán                      | 22 221 m                                                                   | vasút                  | 1982 | |
| Vusaoling-alagút                   | Wuwei, Kína                                | 21 050 m                                                                   | vasút                  | 2006 | |
| Simplon II.-alagút                 | Alpok, Svájc – Olaszország                 | 19 824 m                                                                   | vasút                  | 1922 | |
| Simplon I.-alagút                  | Alpok, Svájc – Olaszország                 | 19 803 m                                                                   | vasút                  | 1906 | |
| Vereina-alagút                     | Selfranga – Sagliains, Svájc               | 19 058 m                                                                   | vasút                  | 1999 | egyvágányú, kitérővel középen, 1000 mm keskenynyomközű, a leghosszabb kisvasúti alagút Európában      |
| Sin Kanmon                         | Kanmon-szoros, Japán                       | 18 713 m                                                                   | vasút                  | 1975 | |
| Apennine-bázisalagút               | Bologna – Firenze, Olaszország             | 18 507 m                                                                   | vasút                  | 1934 | |
| Qinling I-II                       | Qinling Mountains, Kína                    | 18 457 m                                                                   | vasút                  | 2002 | |
| Csungnansan-alagút                 | Kína                                       | 18 040 m                                                                   | közút                  | 2007 | |
| Gotthárd-alagút                    | Alpok, Svájc                               | 16 918 m                                                                   | közút                  | 1980 | |
| Rokkó                              | Rokkó-hegy, Japán                          | 16 250 m                                                                   | vasút                  | 1972 | |
| Furka-bázisalagút                  | Andermatt – Brig, Svájc                    | 15 442 m                                                                   | vasút                  | 1982 | 1000 mm keskeny nyomközű, egyvágányú                                                                  |
| Haruna                             | Gunma prefektúra, Japán                    | 15 350 m                                                                   | vasút                  | 1982 | |
| Észak-Mujszki alagút               | Bajkál–Amur-vasútvonal, Oroszország        | 15 343 m                                                                   | vasút                  | 2003 | |
| Gorigamine                         | Takaszaki – Nagano, Japán                  | 15 175 m                                                                   | vasút                  | 1997 | |
| Monte Santomarco Tunnel            | Paola – Cosenza, Olaszország               | 15 040 m                                                                   | vasút                  | 1987 | |
| Gotthárd vasúti alagút             | Svájci-Alpok, Svájc                        | 15 003 m                                                                   | vasút                  | 1882 | |
| Nakajama                           | Nakajama-hágó, Honsú, Japán                | 14 857 m                                                                   | vasút                  | 1982 | |
| Mount Macdonald Tunnel             | Rogers Pass, Glacier National Park, Kanada | 14 723 m                                                                   | vasút                  | 1989 | |
| Lötschberg-bázisalagút             | Svájci-Alpok, Svájc                        | 14 612 m                                                                   | vasút                  | 1913 | |
| Romeriksporten                     | Oslo – Gardermoen repülőtér, Norvégia      | 14 580 m                                                                   | vasút                  | 1999 | |
| Dayaoshan                          | Nanling Mountains, Kína                    | 14 294 m                                                                   | vasút                  | 1987 | |
| Arlberg                            | Ausztriai Alpok, Ausztria                  | 13 972 m                                                                   | közút                  | 1978 | |
| Hokuriku                           | A Japán-tenger partvidéke, Japán           | 13 870 m                                                                   | vasút                  | 1962 | |
| Fréjus-alagút (Mont Cenis)         | Alpok, Franciaország és Olaszország        | 13 636 m                                                                   | vasút                  | 1871 | |
| Sin Simizu                         | Mikuni-hegység, Japán                      | 13 500 m                                                                   | vasút                  | 1967 | |
| Savio vasúti alagút                | Helsinki – Kerava, Finnország              | 13 500 m                                                                   | vasút                  | 2008 | |
| Hex River                          | Dél-Afrika                                 | 13 400 m                                                                   | vasút                  | 1989 | |
| SMART alagút                       | Kuala Lumpur – Malajzia                    | 13 285 m                                                                   | kettős hasznosítású út | 2007 | többcélú, autópálya- és árvízelvezető alagút                                                          |
| Sciliar                            | Verona – Brennero, Olaszország             | 13 159 m                                                                   | vasút                  | 1993 | |
| Hsuehshan Tunnel                   | Tajpej – Jilan, Tajvan                     | 12 942 m                                                                   | közút                  | 2006 | |

## Építés alatt
| Név                                     | Helyszín                                                                            | Hossz    | Típus         | Év        | Megjegyzés |
| --------------------------------------- | ----------------------------------------------------------------------------------- | -------- | ------------- | --------- | --- |
| Brenner-bázisalagút                     | Alpok, Ausztria                                                                     | 55 392 m | vasút         | 2026      | |
| Koralm-alagút                           | Alpok, Ausztria                                                                     | 32 800 m | vasút         | 2027      | |
| Guadarrama Tunnel                       | Spanyolország                                                                       | 28 377 m | vasút         | 2007      | |
| Íjama                                   | Hokuriko , Japán                                                                    | 22 225 m | vasút         | 2013      | |
| Vaglia                                  | Olaszország Bologna–Firenze között                                                  | 18 711 m | vasút         | 2008      | |
| Marmaray                                | Isztambul, Törökország                                                              | 13 600 m | vasút         | 2009      | A Boszporusz alatt köti össze Európát és Ázsiát |
| New York City Water Tunnel No. 3        | New York állam, Amerikai Egyesült Államok                                           | 96 560 m | víz           | 2020      | Több víz New York Citynek. Ha elkészül, ez lesz a világ harmadik leghosszabb alagútja                                                                                          |
| New Guanjiao Tunnel                     | Csinghaj, Kína                                                                      | 32 605 m | vasút         | 2012      | leghosszabb alagút a felújított Xining–Golmud szakaszon, a Csinghaj–Tibet-vasútvonalon, ez leghosszabb vasúti alagút Kínában, 3323,58–3380,97 méterrel a tenger szintje felett |
| Lainzer/Wienerwaldtunnel                | Bécs nyugati része, Ausztria                                                        | 13 350 m | vasút         | 2012      | az áttörés 2007. szeptember 3-án történt |
| Melamchi Water supply Development Board | Melamchi és Katmandu között                                                         | 26 000 m | víz alagút    | 2009-2014 | Építés alatt, az Ázsiai Fejlesztési Bank támogatja |
| Pajares-bázisalagút                     | Principado de Asturias, Spanyolország                                               | 24 667 m | vasút         | 2011      | |
| Mavi Tünel (Blue Tunnel)                | Konya, Törökország                                                                  | 17 000 m | víz / öntözés | 2012      | az áttörés megtörtént 2007-ben |
| Szoran (Soran)                          | Tongbekszan-Tongje (Dongbaeksan-Dongye), Kangvon (Gangwon), Thebek vonal, Dél-Korea | 16 240 m | vasút         | 2012      | Tartalmaz egy spirált; az áttörés megtörtént 2006 december 7-én |
| Ceneri-bázisalagút                      | Lepontine Alps, Svájc                                                               | 15 400 m | vasút         | 2019      | az új Gotthard vasút része |

## Tervezési fázisban
| Név                         | Helyszín                                   | Hossz    | Típus         | Év        | Megjegyzés |
| --------------------------- | ------------------------------------------ | -------- | ------------- | --------- | --- |
| Boknafjord-alagút (Rogfast) | Rogaland megye, Norvégia                   | 26 700 m | közút         | 2033      | 2021-ben elkezdődött az építkezés. Várhatóan ez lesz a világ leghosszabb és legmélyebbre (tengerszint alatt 392 méter) levezető közúti alagútja |
| Alaszka–Oroszország-alagút  | USA, Oroszország                           |          | vasút         |           | |
| Gibraltári alagút           | Spanyolország, Marokkó                     |          | vasút         |           | |
| Brenner-bázisalagút         | Stubai Alpok, Ausztria – Olaszország       | 56 000 m | vasút         | 2025      | pilot alagút építés alatt |
| Mont d’Ambin-bázisalagút    | Cottian Alpok, Franciaország – Olaszország | 52 000 m | vasút         | 2020–2023 | építés alatt |
| Gaoligongshan alagút        | Jünnan, Kína                               | 39 600 m | vasút         | 2017      | Vasút Dali és Ruili között |
| Musil alagút                | Ulszan, Dél-Korea                          | 25 080 m | vasút         | 2018      | |
| Follo Line                  | Oslo, Norvégia                             | 19 000 m | vasút         | 2018      | |
| Fehmarn Belt Fixed Link     | Németország-Dánia                          | 17 600 m | közút / vasút | 2020      | építkezés kezdete 2014 |
| Förbifart Stockholm         | Stockholm, Svédország                      | 16 000 m | közút         | 2020      | Az építkezés még nem kezdődött el |